# Wilberforce Echezona
Wilberforce William Chukudinka Echezona (18 de agosto de 1926) es un musicólogo nigeriano y un docente pionero de música en las universidades nigerianas. Fue el primer Igbo en educarse en el Trinity College of Music de Londres, y el primer africano en obtener un título en educación musical en EE. UU. donde, en 1963, recibió un PhD por la Michigan State University.
Enseñó en la escuela media en Nigeria y más tarde en el Departamento de Música en la Universidad de Nigeria. Su obra ha incluido el desarrollo y la promoción de la música coral en Nigeria, incluida la creación de obras de jóvenes letristas de Nigeria a la música.

## Biografía
Echezona nació en 1926 de la familia del Reverendo Samuel y Josephine Echezona, su padre provenía de Nkwelle Ogidi en Idemili Norte. En 1937, comenzó sus estudios medios en el Dennis Memorial Grammar School, de Onitsha donde fue organista. Luego en 1941, fue brevemente un profesor asistente de la Facultad de San Pedro, Enugu antes de asistir a un entrenamiento de profesorado en Awka, Estado de Anambra. Echezona más tarde trabajó durante un año como profesor de música y matemática en CMS Grammar School, Lagos; y, luego, en 1948 ganó una licenciatura por el Trinity College of Music, en Londres. A su regreso a Nigeria, fue director de música de la Diócesis de Níger de la Comunión Anglicana de 1950 a 1960. Se unió a la Facultad Nsukkade de la Universidad de Nigeria,  en 1960 como instructor pionero de música. En 1967, como lutier manufacturó un ogenephone: instrumento melódico igbo.
En algunas de sus obras publicadas, escribió sobre la clasificación de la famosa cultura yoruba y sus instrumentos musicales igbo, tales como: aja, agogo y xilófonos.

## Obra
- Ibo musical instruments in Ibo culture. Tesis Ph.D.--Universidad Estatal de Míchigan, 1963.

- Echezona, W. Wilberforce C. Nigerian musical instruments : a definitive catalogue / W. Wilberforce C. Echezona. Apollo Publishers, c. 1981.